# Selenia rufescens
Selenia rufescens är en fjärilsart som beskrevs av Barend J. Lempke 1951. Selenia rufescens ingår i släktet Selenia och familjen mätare. Inga underarter finns listade i Catalogue of Life.